# Робинсон, Смоки
Смоки Робинсон (англ. Smokey Robinson, настоящее имя Вильям Робинсон младший, англ. William Robinson, Jr.; 19 февраля 1940, Детройт) — американский продюсер и автор-исполнитель, чья группа The Miracles в 1960-х гг. служила оплотом коммерческого успеха лейбла Motown Records. C 1961 по 1987 годы он занимал пост вице-президента этой компании и внёс решающий вклад в формирование специфического «мотауновского звучания». Мастер романтической соул-музыки и завсегдатай американских чартов на протяжении трёх десятилетий, Робинсон заработал от фанатов прозвище «король Мотауна».

## Начало карьеры
В 1955 году Смоки Робинсон организовал ду-вуп коллектив The Miracles. Успех за пределами Детройта пришёл к группе после встречи Робинсона с продюсером Берри Горди. В конце 1960 г их сингл «Shop Around» поднялся на 2-ю строчку национального хит-парада. При записи этой песни Горди и Робинсон разработали основные черты мотауновского звучания, такие как динамичный, но в то же время ненавязчивый ритмический рисунок и госпеловая перекличка между певцом и бэк-ап вокалистами.
В 1959 году Горди создаёт лейбл Motown Records и предлагает Робинсону место вице-президента. В качестве автора песен и продюсера Робинсон курировал такие проекты лейбла, как группа The Temptations и начинающая певица Мэри Уэллс. Плодом этой работы стали в 1964 г первые в истории лейбла синглы, достигшие высшей строчки в поп-чартах, — «My Girl» и «My Guy», соответственно.

## Шестидесятые
В репертуаре собственной группы Робинсона в течение 1960-х гг. намечается сдвиг в сторону мягких романтических баллад вроде «Ooo Baby Baby» и «The Tracks of My Tears». Технологически это были самые сложные и дорогостоящие записи лейбла, требовавшие привлечения множества сессионных музыкантов. Робинсон нарёк разрабатывавшееся им направление «бесшумной грозой» (a quiet storm) — оно станет преобладающим в ритм-энд-блюзе в конце 1970-х и начале 1980-х гг.
В 1967 г в преддверии начала сольной карьеры Робинсон переименовал свой коллектив в
Smokey Robinson & the Miracles, однако окончательное его расставание с группой состоялось только пять лет спустя. Между тем в 1970 г исполнение Робинсоном и товарищами трогательной мелодии Стиви Уандера «The Tears of a Clown» принесло им долгожданный суперхит, возглавивший Billboard Hot 100 и хит-парад Великобритании.
Песни Робинсона со стороны могут показаться незамысловатыми и «попсовыми», но их вклад в становление современного ритм-энд-блюза невозможно переоценить. Его новаторство понимали коллеги по цеху — Боб Дилан как-то назвал Робинсона «величайшим из живущих американских поэтов», а Джон Леннон в интервью 1969 г назвал в числе своих любимых песен робинсоновскую «I’ve Been Good to You». Джордж Харрисон посвятил Робинсону свои песни "Ooh Baby (You Know That I Love You) — 1975 — и «Pure Smokey» — 1976.

## После ухода из The Miracles

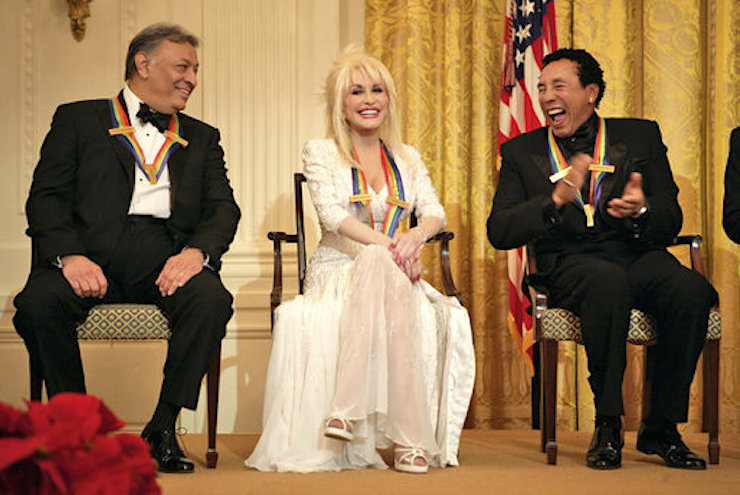
Слева направо: Зубин Мета, Долли Партон, Смоки Робинсон

После ухода Робинсона из The Miracles бархатные аранжировки и вокальные экзерсисы его высокого тенора продолжали приносить ему хиты высочайшего калибра, включая «Cruisin'» (1979, 4-е место в США) and «Being with You» (1981, 2-е место в США, 1-е место в Великобритании). Между тем золотая пора «Мотауна» была далеко в прошлом, и Горди готовился к продаже лейбла. Большим ударом стала для Смоки нелепая гибель товарища по лейблу, Марвина Гэя. Робинсон постепенно отходит от дел, в середине 1980-х гг. обостряется его кокаиновая зависимость, распадается брак.
В 1987 году Робинсон испытал религиозное «прозрение», которое помогло ему вернуться к записи новых песен. Его хиты вновь попадают в лучшую десятку, а песня «Just to See Her» приносит ему в 1988 г «Грэмми». Современная Америка чтит в Робинсоне одного из зачинателей ритм-энд-блюза. В 2003 г он был приглашён судить шоу молодых талантов American Idol, а на 49-й церемонии «Грэмми» исполнил с Крисом Брауном и Лайонелом Ричи свой старый шлягер «Tracks of My Tears», в 1986 году прозвучавший в фильме Оливера Стоуна «Взвод».

## Признание
- Песня Джорджа Харрисона «Pure Smokey» (1976) и «Ooh Baby (You Know That I Love You)» (1975)
- Звезда на Голливудской аллее славы (1983)
- Зал славы рок-н-ролла (1987)
- Grammy Lifetime Achievement Award (1999)
- Национальная медаль искусств (2002)
- 32-е место в списке величайших артистов эпохи рок-н-ролла по версии журнала Rolling Stone (2004)
- 20-е место в списке величайших вокалистов эпохи рок-н-ролла по версии журнала Rolling Stone (2008)
- В 2016 году Смоки Робинсон стал лауреатом Гершвиновской премии, присуждаемой Библиотекой Конгресса[3]